# California Street
California Street est l'une des artères principales de la ville de San Francisco en Californie.

## Situation et accès
Elle s'étend sur 54 blocs depuis la Van Ness Avenue à la 32e Avenue vers l'ouest. Elle constitue le dernier tronçon de la Lincoln Highway, la plus ancienne route traversant les États-Unis d'est en ouest. Avec 8,4 km de longueur, California Street est l'une des plus grandes rues de San Francisco. Elle relie le quartier des affaires au Lincoln Park.

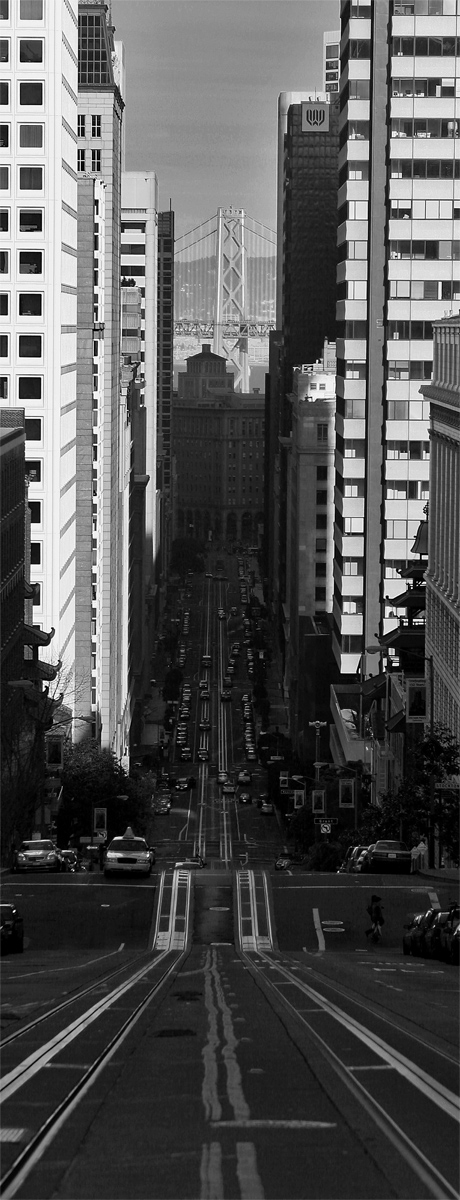
Vue depuis le haut de California Street vers le centre des affaires et le Bay Bridge en arrière-plan.

## Origine du nom
Le nom « California Street » fait directement référence à l'État de Californie, dans lequel se trouve San Francisco.

## Historique
La rue a joué un rôle clé dans le développement du transport urbain, notamment avec sa ligne de téléphérique emblématique entre Market Street et Van Ness Avenue